# Cryphia ravuloides
Cryphia ravuloides là một loài bướm đêm trong họ Noctuidae.